# Список керівників держав 237 року
В даній статті представлені керівники державних утворень. Також фрагментарно зазначені керівники нижчих рівнів. З огляду на неможливість точнішого датування певні роки володарювання наведені приблизно.
Список керівників держав 237 року — це перелік правителів країн світу 237 року.
Список керівників держав 236 року — 237 рік — Список керівників держав 238 року — Список керівників держав за роками

## Європа
- Боспорська держава — цар Інінтімей (235-240/242)
- Ірландія — верховний король Кормак мак Арт (226-266)
- Римська імперія
  - імператор Максимін Фракієць (235-238)
    - консул Луцій Марій Перпетв (237)
    - консул Луцій Муммій Фелікс Корнеліан (237)
      - Ахея — Рутілій Пуденс Кріспін (234-237)
      - Нижня Британія — Тукціан (237)
      - Нижня Германія — Гай Фурій Сабін Аквіла Тімесіфей (233-238)
      - Нижня Мезія — Луцій Флавій Гонорат Луциліан (236-238)

## Азія
- Близький Схід
  - Велика Вірменія — цар Трдат II (217-252)
- Іберійське царство — цар Бакур I (234-249)
  - Гассаніди — Джафна I ібн Амр (220-265)
- Індія
  - Кушанська імперія — великий імператор Канішка II (227-247)
  - Західні Кшатрапи — Дамаядасрі II (232-239)
  - Чера — Янаікат-сей Мантаран Черал (201-241)
- Китай
  - Династія Вей — імператор Цао Жуй (226-239)
  - Династія У — імператор Сунь Цюань (222-252)
  - Династія Шу — імператор Лю Шань (223-263)
    - шаньюй південних хунну Лю Бао (215-260)
- Корея
  - Когурьо — тхеван (король) Тончхон (227-248)
  - Пекче — король Кой (234-286)
  - Сілла — ісагим (король) Чобун (230-247)
  - Осроена — Ману IX (216-242)
- Персія
  - Держава Сасанідів — Ардашир І (226-241)
  - кушаншах Ардашир I (233—245)
- Сипау (Онг Паун) — Пау Ай П'яу (207-237); Сау Со Хом Па (237-257)
- Тоба — Тоба Лівей (219-277)
- Японія — Імператриця Дзінґу (201-269)
  - Каппадокія — Секст Катій Клементин Прісцилліан (235/236-238)
- Ліньї — Фам Хунг (220—284)

## Африка
- Царство Куш — цар Терітніде (228-246)
  - Африка — Гордіан I (237)
  - Єгипет — Мевій Гонораціан (231-237); Кореллій Гальба (237-239)